# Carlos Atanes
Carlos Atanes (* 8. listopadu 1971, Barcelona, Španělsko) je španělský filmový režisér, scenárista a dramatik.
Kromě své práce scenáristy a dramatika Carlos Atanes vydal několik knih a esejů o kulturních otázkách, kině a Magie chaosu.

## Filmografie

### Režie
- 2024 Alter Ego Film Project (fragment Autofocus)
- 2018 Romance bizarro
- 2012 Gallino, the Chicken System
- 2010 Maximum Shame
- 2009 Scream Queen
- 2007 Codex Atanicus (video film)
- 2007 Próxima
- 2004 FAQ: Frequently Asked Questions
- 2003 Perdurabo (Where is Aleister Crowley?)
- 2000 Cyberspace Under Control
- 1999 Die Sieben Hügel Roms
- 1999 Welcome to Spain
- 1997 Borneo
- 1996 Morfing
- 1995 Metaminds & Metabodies
- 1994 The Metamorphosis of Franz Kafka
- 1993 The Mental Tenor
- 1991 Els Peixos Argentats a la Peixera
- 1991 The Marvellous World of the Cucu Bird